# Ture Hedman
Ture Eskil Hedman (Estocolm, 18 de desembre de 1895 – Estocolm, 3 d'agost de 1950) va ser un gimnasta artístic suec que va competir a començaments del segle xx.
El 1920 va prendre part en els Jocs Olímpics d'Anvers, on va guanyar la medalla d'or en el concurs per equips, sistema suec del programa de gimnàstica.